# Palazzo Rosso
Palazzo Rosso je palác v historickém centru Janova, městě na severu Itálie.
Nachází se zde jedna z nejvýznamnějších uměleckých galerií ve městě. Palác navrhl architekt Pietro Antonio Corradi a byl postaven v letech 1671 až 1677.
Sbírku galerie tvoří díla umělců jako například Anthonis van Dyck, Guido Reni, Paolo Veronese, Guercino, Gregorio De Ferrari, Albrecht Dürer, Bernardo Strozzi a Mattia Preti.

## Galerie

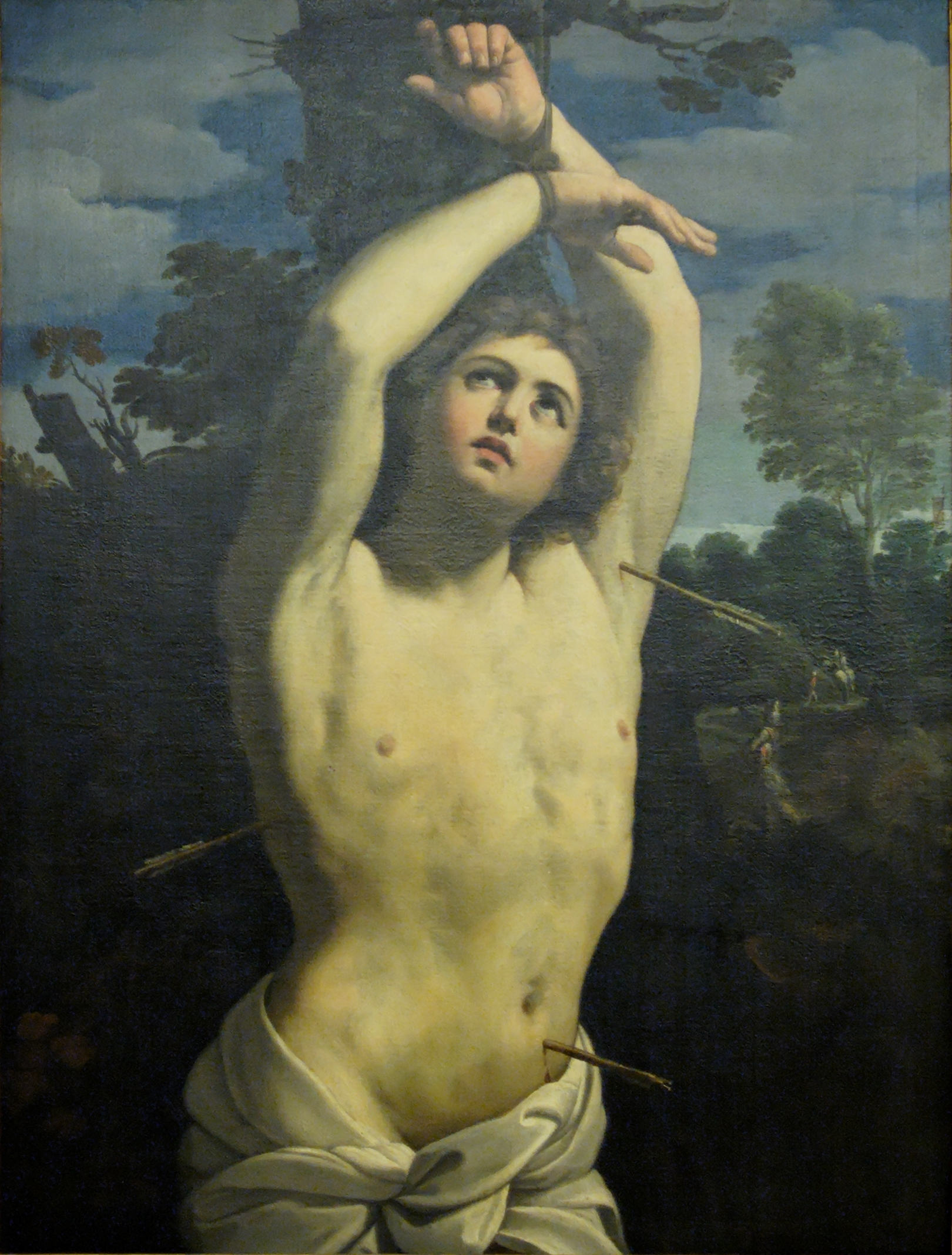
Guido Reni – Sv. Šebestián
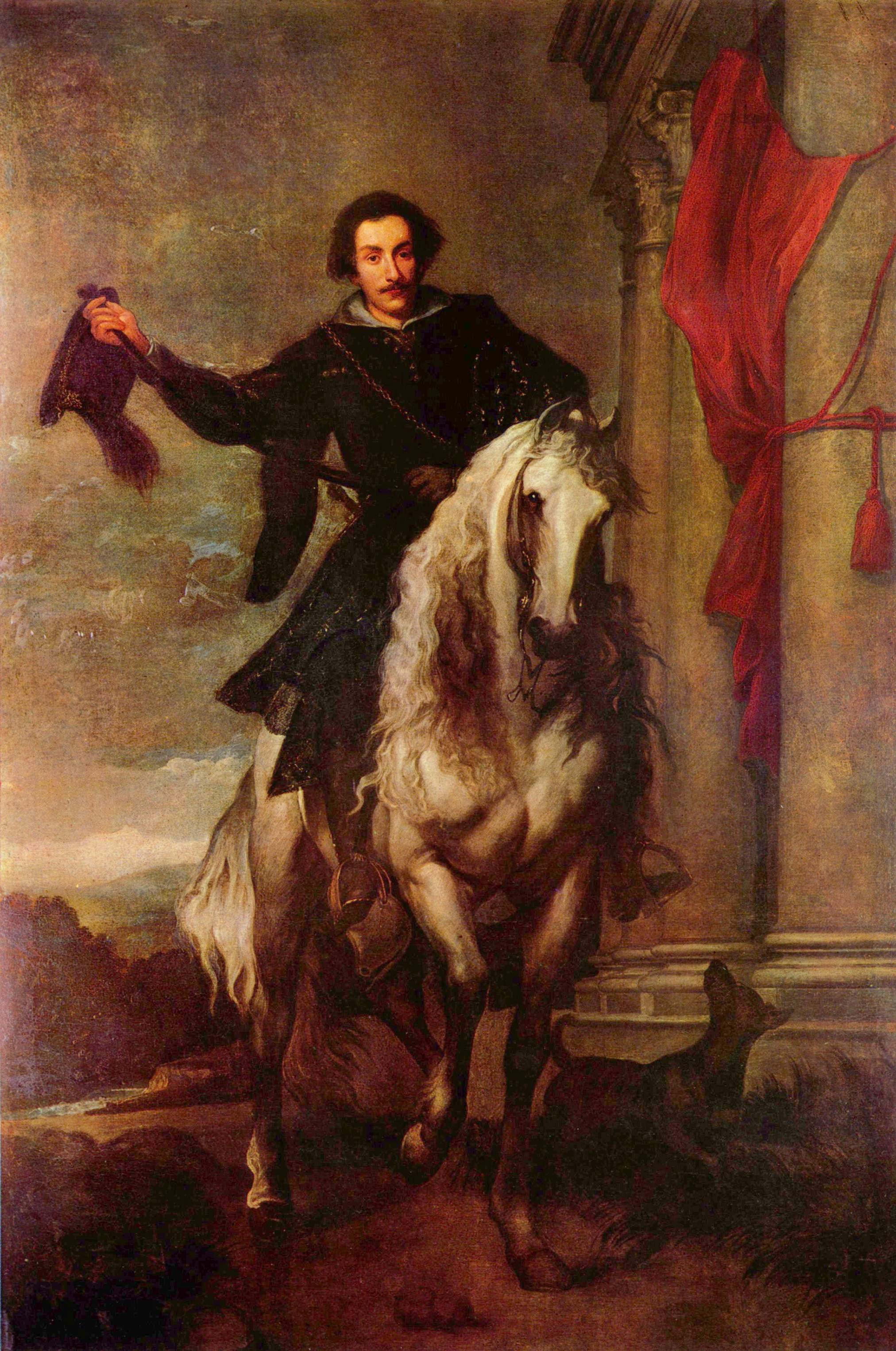
Anthonis van Dyck – Anton Giulio Brignole-Sale
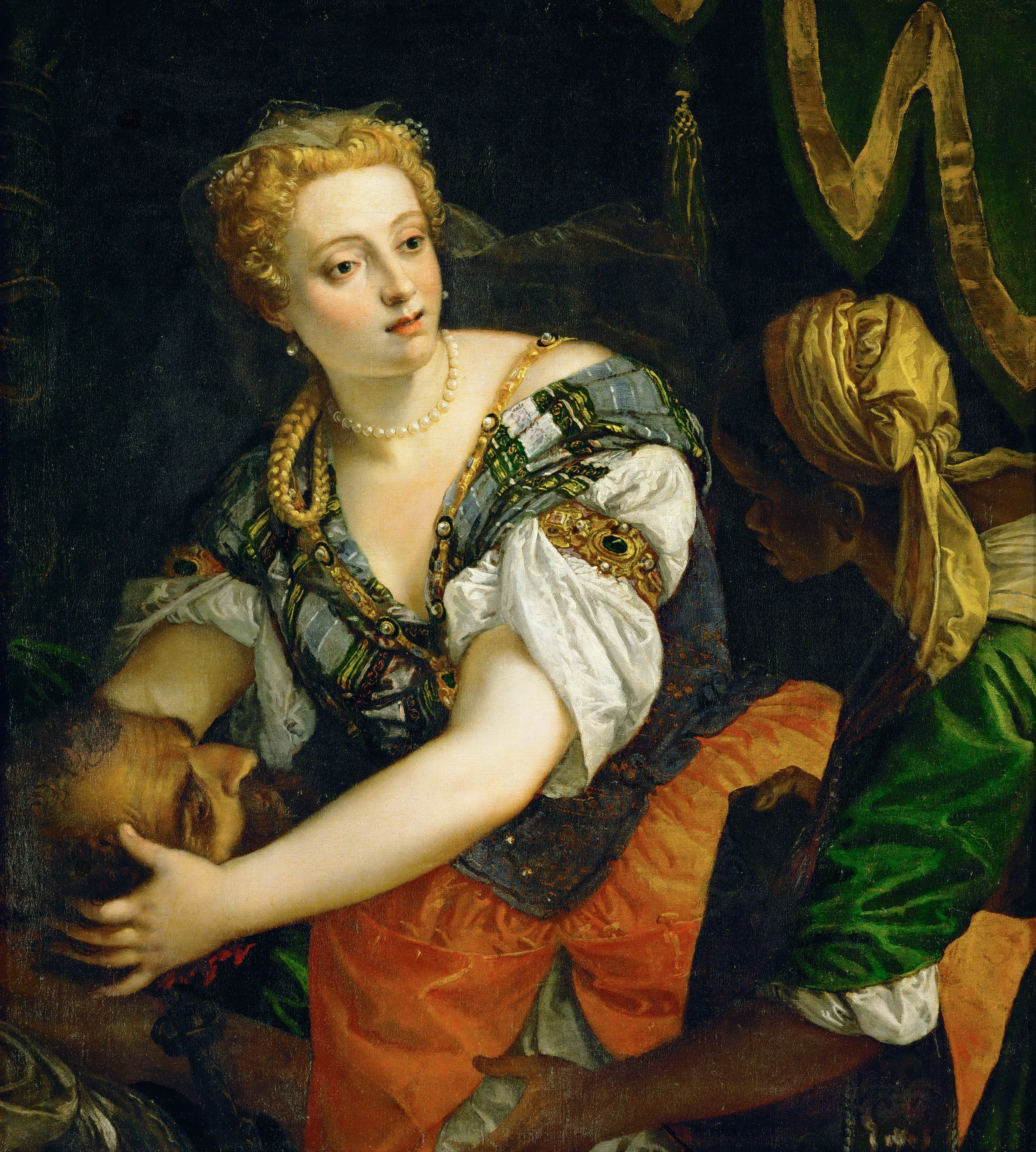
Paolo Caliari – Judita a Holofernus
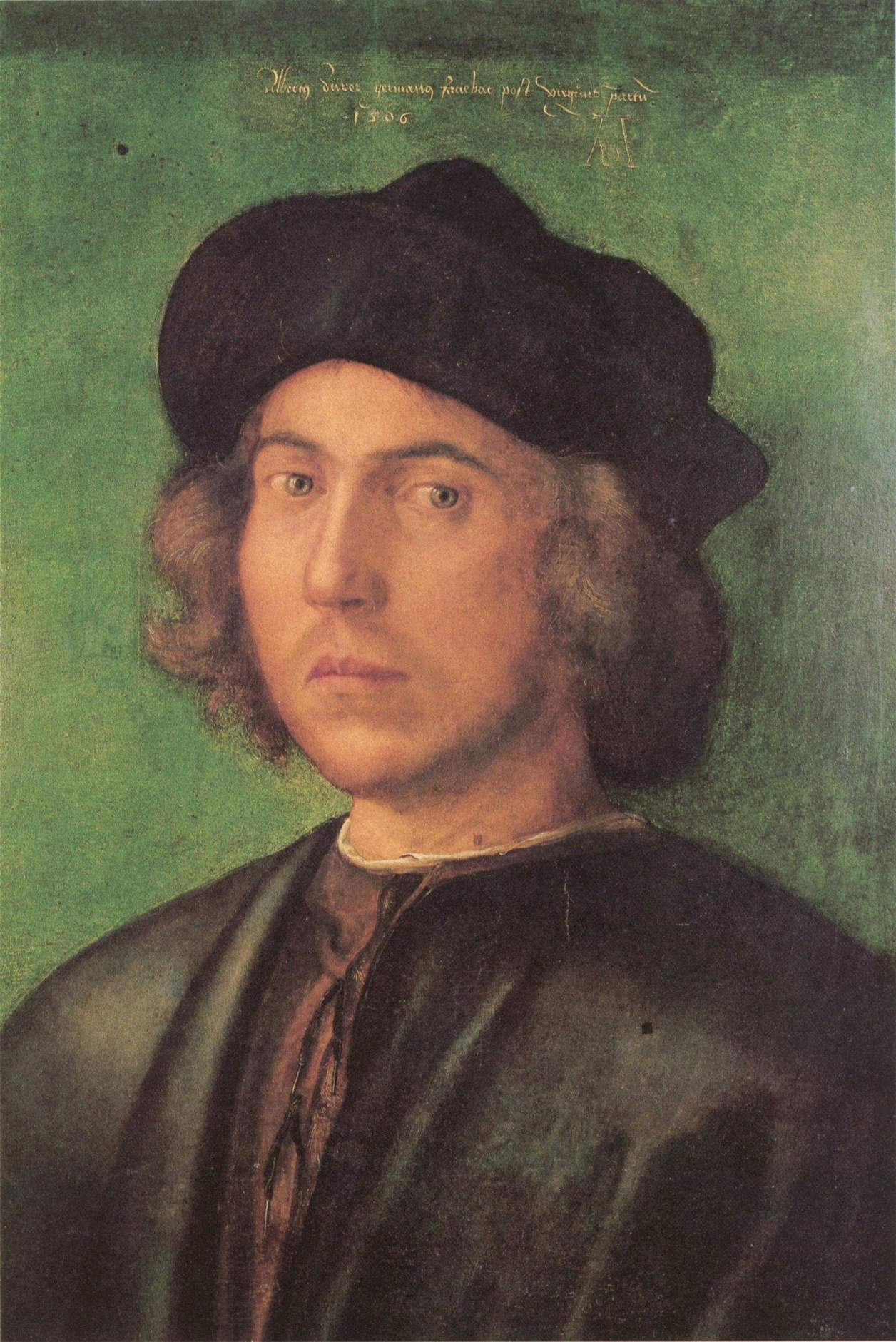
Albrecht Dürer – Portrét mladého muže